# Mescla azeotròpica
Una barreja azeotròpica és la resultant d'una barreja de líquids volàtils que a una pressió determinada té un punt d'ebullició constant, i el vapor resultant de la qual té la mateixa composició que el líquid.
Algunes barreges de líquids quan estan en una determinada proporció presenten la particularitat que, en bullir, el vapor format té la mateixa composició que el líquid, és a dir els components de la mescla es troben en la mateixa proporció tant en el líquid com en el vapor, aquestes barreges s'anomenen mescles azeotròpiques o azeòtrops.
Com que la composició del líquid roman constant, el seu punt d'ebullició no varia. Així, a diferiència del que ocorre a una mescla corrent (en què el vapor va enriquint-se en el component més volàtil i, per tant, també va variant el seu punt d'ebullició), les mescles azeotròpiques es comporten com si es tractés d'una sola substància.

## Exemples
- Àcid nítric (68,4%) / aigua, bull a 122 °C
- Àcid perclòric (28,4%) / aigua, bull a 203 °C (azeòtrop negatiu)
- Àcid fluorhídric (35,6%) / agua, bull a 111,35 °C (azeòtrop negatiu)
- Etanol (96%) / aigua, bull a 78,2 °C
- Àcid sulfúric (98,3%) / aigua, bull a 336 °C
- Acetona / metanol / cloroform forma un azeòtrop intermedi